# 22e cérémonie des Golden Horse Film Festival and Awards
La 22e cérémonie des Golden Horse Awards a eu lieu en 1985. 

## Meilleur film
- Kuei-Mei, a Woman de Chang Yi

## Meilleur réalisateur
- Chang Yi pour Kuei-Mei, a Woman

## Meilleur acteur
- Chow Yun-fat pour Hong Kong 1941

## Meilleur actrice
- Loretta Yang pour Kuei-Mei, a Woman